# Lãng Thanh
Lãng Thanh (1977-2002), tên thật là Lê Quốc Tuấn, là nhà thơ trẻ Việt Nam đã qua đời khi mới 25 tuổi và trở nên nổi tiếng với tập thơ Hoa đạt Giải thưởng cao nhất về thơ của Hội Nhà văn Việt Nam năm 2004.

## Tiểu sử
Lãng Thanh là bút danh (mang nghĩa "tiếng sóng") của Lê Quốc Tuấn, sinh ngày 1 tháng 7 năm 1977 tại xã Hiền Quan, huyện Tam Nông, tỉnh Phú Thọ. Khi lớn lên anh theo học và tốt nghiệp Học viện Quan hệ Quốc tế khóa 23 (1996-2000) và Đại học Ngoại thương Hà Nội khóa 37 (1996-2001). Tháng 10 năm 2001, Lãng Thanh về công tác tại Ngân hàng Đầu tư và Phát triển Vĩnh Phúc. Thành thạo ba ngoại ngữ Anh, Pháp, Trung và chữ Hán, chữ Nôm, có thể đọc được tiếng Đức, anh cũng đa tài trong các lĩnh vực thư pháp, hội họa, dịch thuật và thơ ca. Ở độ tuổi thanh xuân đang tràn đầy nhiệt huyết, thậm chí Lãng Thanh còn ấp ủ dự định viết sách về thư pháp và thành lập Lãng Thanh thư phái, một trường phái thư pháp mang tên mình.
Ngày 20 tháng 7 năm 2002, Lãng Thanh và phụ thân bị một kẻ nghiện ma túy vốn là người bà con đâm chết ngay trong nhà mình. Sau khi Lãng Thanh mất, nhóm bạn bè của anh trong Câu lạc bộ văn hóa Chí Tâm đã đưa một phần di cảo thơ anh đến với Nhà xuất bản Thanh Niên, biến anh thành "người của công chúng", một "hiện tượng của thơ Việt" trong thập niên đầu của thế kỷ 21.

## Sự nghiệp
Khi còn sống, Lãng Thanh đã tự tay tuyển chọn một số bài thơ với tâm nguyện trình làng một thi phẩm mang phong cách cá nhân nhưng chưa kịp thực hiện. Trong lời tâm sự với bạn bè, Lãng Thanh cho biết từ năm 1998 khi tròn 21 tuổi anh đã mong muốn in thơ nhưng không thực hiện được, tới năm 2001 anh lại muốn in nhưng nhà xuất bản vẫn chưa chấp nhận vì ái ngại sự mới lạ của tập thơ. Đột ngột rời bỏ dương thế, những gì Lãng Thanh để lại được bạn bè anh tập hợp lại và Nhà xuất bản Thanh Niên đã ấn hành năm 2003 với tựa đề thi tập Hoa (thơ). Chỉ vỏn vẹn 14 bài thơ in trong khổ giấy nhỏ, dày 76 trang chia làm hai phần Thượng, Hạ xen cài một số bức thư họa của tác giả, Hoa đã ngay lập tức được trên dưới 30 tờ báo viết bài giới thiệu, bình luận, nghiên cứu, và số lượng các bài viết về hiện tượng Lãng Thanh cùng tập thơ ngày một nhiều hơn theo thời gian. Cho tới khi ra đi ở độ tuổi 25, Lãng Thanh chưa từng có một bài thơ in báo, nhưng chỉ một năm sau công chúng đã biết đến anh với tư cách là một nhà thơ thực sự. Năm 2004, Hoa đoạt giải B Giải thưởng Văn học của Hội Nhà văn Việt Nam (trong năm này không có tác phẩm nào được Hội Nhà văn Việt Nam trao giải A), và tác giả đã trở thành người trẻ tuổi nhất được nhận giải (nếu còn sống, khi đó Lãng Thanh mới 27 tuổi).
Sau khi tập thơ Hoa đến với độc giả, bạn bè và người thân của Lãng Thanh tiếp tục sưu tập được một số bài thơ nữa, trong đó có cả những bài được Lãng Thanh sáng tác từ năm 14 tuổi. Những người bạn của Lãng Thanh, các nhà văn, nhà báo và biên tập viên, đã lựa 7 bài trong số những bài thơ mới sưu tầm nói trên, gộp chung với các bài đã ra mắt bạn đọc trong tập Hoa trước đó thành 21 bài. Cùng một số tản văn, tiểu luận, lời ca khúc, dịch phẩm thi ca, ảnh chụp một số bức thư pháp, tranh vẽ, tranh xé dán của cùng tác giả, tập hợp lại và được Nhà xuất bản Thanh niên ấn hành trong cuốn Hoa và những trang viết để lại vào năm 2009. Nhà văn Thiên Sơn (tên thật là Nguyễn Xuân Hoàng) viết lời giới thiệu cho tác phẩm với tựa đề Lãng Thanh - hạt mầm của một thời đại thi ca.

## Tác phẩm
1. Hoa (tập thơ), Nhà xuất bản Thanh niên, Hà Nội, 2003, 76 trang:
- Phần Thượng: 4 bài thơ (Thơ trước tuổi 21, Thư pháp, Những mảnh vỡ, Mùa thu I);
- Phần Hạ: 10 bài thơ (Hai mốt tuổi, Hồi kịch bất kỳ, Ghi chép nhỏ, Hàng cơm chay, Mùa thu II, Bài ca phương Đông, Từ chiếc vỏ ốc biển đến thị trường chứng khoán, Con mèo đen, Nhật ký, Bài ca trái tim).

2. Hoa và những trang viết để lại (tuyển tập), Nhà xuất bản Thanh niên, Hà Nội, 2009, 231 trang:
- Thơ: ngoài 14 bài thơ đã xuất bản từ trước trong tập Hoa, sách bổ sung thêm 7 bài (Năm cánh phượng buồn, Con mèo đen 2, Hoa lụa, Không tặng em tình yêu, Buồn như thép, Không đề, Thiên nhiên là người thầy vĩ đại của tôi);
- Ca từ: 4 ca khúc bị thất lạc phần nhạc;
- Tản văn: 3 tản văn có tính cách suy ngẫm và phẩm bình về số phận của người nghệ sĩ và nhận diện về thiên tài của các bậc tiền bối, 1 bài về quan điểm hội họa, 1 bài về Sự tương hợp giữa thơ và thư pháp, 10 bài lý luận về sự phát triển của thư pháp với khát vọng xác lập một trường phái mới mang tên Lãng Thanh thư phái, 1 bài Đưa hoa văn truyền thống vào triện khắc);
- Thơ dịch: phần dịch thơ bao gồm dịch thơ chữ Hán 45 bài của nhiều tác giả nổi tiếng, chủ yếu là thơ Đường, thơ Tống của Lý Bạch, Đỗ Phủ, Trần Tử Ngang, Bạch Cư Dị, Thôi Hiệu. Phần dịch thơ phương Tây có hơn 100 bài của nhiều tác giả nhưng nhiều nhất là của Chakraborty.

## Một số bài thơ
Dưới đây trích một vài câu thơ trong các bài thơ của Lãng Thanh đã được xuất bản:
Thơ trước tuổi 21
Em đến bàng hoàng như cơn sốt
Bỗng môi tôi bất lực
Nụ hôn ơi ngươi khóa cả linh hồn
Em đến bất ngờ như dao sắc
Không đùa tựa những vết thương
Bởi gai hoa lặng chán chường
Em đến vùng vằng như tơ rối
Tìm nhau xa đến không ngờ
Trói anh rồi em lại làm ngơ
Em đến lao đao như lá rụng
Ngày xanh là nghĩa thế nào
Về bên anh khi đã chết rồi sao
(Hoa, phần Thượng)
Nhật ký
Len theo các đường cong chậm rãi, sự lãng quên trườn lên thang gác trọ,
như những bông hoa tím nhỏ...
(Vai nàng ấm từng giọt mồ hôi, đôi mắt nàng trong như mới khóc)
Nuông chiều tình yêu như đang nâng niu chiếc bình gốm cổ: đẹp và lười biếng.
Lũ lộc vừng nằm khoanh dưới bầu trời no bụng.
Vậy còn hơi thở nào buốt giá, tim óc lạnh như thép?
Em ngắt khỏi cây bông hoa đẹp nhất,
Đó cũng là cách em tin vào tình yêu của anh.
(Hoa, phần Hạ)
Bài ca trái tim
Trái tim ta lưỡi cuốc người trồng trọt
Không trồng rau ta cũng chẳng trồng hoa
Ta trồng em hạt giống mầm duy nhất
Ở trên đời biết nở những bài ca
(Hoa, phần Hạ)
Hàng cơm chay
Ánh mắt người mẹ nhìn con
Sừng sững và cổ thụ
Ánh mắt trải một niềm thương da diết đến mức bầu trời
có thể mọc lông tơ như mênh mông một tấm da người
Xác đứa trẻ thản nhiên -
Vài cây nấm ngả sau mưa
(Hoa, phần Hạ)

## Đánh giá
Thành công về thơ mới, thơ trẻ tiêu biểu nhất thập niên đầu thế kỷ hai mốt vẫn là Lãng Thanh.— Nhà thơ Hữu Thỉnh

Khi một nhóm thơ trẻ - cách tân nào đó đang khủng hoảng, thì may mắn thay, Lãng Thanh đột ngột từ cõi chết hiện về tặng chúng ta một bó "Hoa" thơ đích thực.— Nhà thơ Trần Mạnh Hảo

Thơ cũng vậy, đọc được một cách thích thú như nhà thơ yểu mệnh Lãng Thanh là một chuyện cực hiếm.— Nhà thơ Thụy Kha

Nhà thơ trẻ Lãng Thanh người Vĩnh Yên, theo tôi, là nhà thơ trẻ trong thơ có nhiều linh cảm, nhiều dự báo.Tiếc là anh mất quá sớm. Nhưng phải chăng, chính vì linh cảm chuyến đi sớm của mình mà thơ anh đã thu hút được những dự báo mà ở tuổi anh ít người có được— Nhà thơ Thanh Thảo

Lãng Thanh không khác gì một họa sĩ tài hoa luôn phóng khoáng vẽ ra ngoài cái khung, nên một bức tranh khi anh ngừng cọ thở phào nhẹ nhõm thì công chúng ngỡ nhiều bức tranh cộng lại, mà bức tranh nọ xô đẩy và che khuất bức tranh kia.— Lê Thiếu Nhơn

Nếu cần tóm gọn hồn cốt thơ Lãng Thanh trong mấy chữ thì đó sẽ là: "Trẻ, hiện đại, có học, sung mãn và chất chứa tâm hồn thuần Việt".— Trịnh Thanh Sơn

Trong lĩnh vực thơ Lãng Thanh đã xây được một hình ảnh và tầm vóc riêng, đủ để trụ lại với mưa nắng nhật nguyệt.— Lê Minh Đạt